# Луцевич, Сергей Валерьевич
Сергей Валерьевич Луцевич (22 июня 1975, Краснодар, СССР) — российский футболист, играл на позиции полузащитника.

## Карьера
Воспитанник ДЮСШ «Юность» (Краснодар). Профессиональную карьеру начинал в 1993 году в клубе «КамАЗавтоцентр». В 1995 году играл за любительский клуб «Магистраль» из станицы Динская. С 1996 года играл за «Кубань» из Славянска-на-Кубани. 25 апреля 1998 года в домашнем матче 5-го тура против
«Ростсельмаша», выйдя на поле на 73-й минуте вместо Льва Березнера, провёл свой единственный матч в высшей лиге. С 1999 по 2000 годы играл за любительские краснодарские клубы «Нефтяник» и «Немком». В 2001 году вернулся в «Кубань». В 2004 году завершил профессиональную карьеру в клубе «Кавказтрансгаз». С 2006 по 2009 годы играл за различные любительские клубы из Краснодарского края.